# Saint-André-de-l'Eure
Saint-André-de-l'Eure je francouzská obec v departementu Eure v regionu Normandie. V roce 2010 zde žilo 3 481 obyvatel. Je centrem kantonu Saint-André-de-l'Eure.

## Vývoj počtu obyvatel
Počet obyvatel 